# Ed Davey
Edward Jonathan “Ed” Davey, född 25 december 1965 i Mansfield i England, är en brittisk politiker inom Liberaldemokraterna. Han är ledamot av Storbritanniens parlament sedan 1997 och var energi- och klimatförändringsminister 2012–2015 i David Camerons koalitionsregering. Sedan augusti 2020 är han Liberaldemokraternas partiledare.

## Biografi

### Uppväxt och utbildning
Edward Davey föddes i Mansfield, Nottinghamshire i mellersta England, den 25 december 1965. Han är son till John Davey, som var jurist (engelska: solicitor) och läraren Nina Davey (född Stanbrook). Fadern dog i cancer när Davey vari fyraårsåldern, och modern när Davey var 15 år. Davey växte därför upp de sista åren hos sina morföräldrar.
Han utbildades vid Nottingham High School, och sedan vid University of Oxford där han tog en bachelorexamen i filosofi, statskunskap och nationalekonomi. Han började arbeta men studerade samtidigt kvällstid för en masterexamen i nationalekonomi vid Birkbeck College, University of London.
Davey beskriver själv att han inte var partipolitiskt engagerad under studietiden, men att han var politiskt aktiv i en miljögrupp, som studentföreträdare och att han i parlamentsvalet 1987 var aktiv i en kampanj för taktikröstning.

### Tidig karriär
Sex månader efter sin grundexamen vid Oxford, 1989, började Davey arbeta för Liberaldemokraterna. Han var utredare inom ekonomi och politiskt sakkunnig för dåvarande partiledaren Paddy Ashdown. Enligt egen utsago blev han samtidigt medlem i partiet.
Under en period på fem år lämnade han partipolitiken för att arbeta som managementkonsult. Under 1995 utsågs han till parlamentskandidat för valkretsen Kingston and Surbiton i Storlondons regionkommun. När den konservative premiärministern John Major slutligen utlyste parlamentsval 1997 kandiderade Ed Davey för första gången till ett politiskt uppdrag. Han vann mot den sittande konservativa ledamoten med 56 rösters majoritet och blev för första gången parlamentsledamot.

### Parlamentsledamot
Som expert på beskattning och investeringar blev Ed Davey Liberaldemokraternas ekonomiskpolitiska talesperson. Han tillhörde parlamentets finansutskott 1999–2001, och efter parlamentsvalet 2001 befordrade partiledaren Charles Kennedy honom först till biträdande finansminister (2001–2002) och sen till biträdande premiärminister (2002–2005) i partiets skuggregering.
Från 2005 var han i stället ansvarig för utbildningsfrågorna, och tog en framträdande roll i debatten mot höjda avgifter för högre utbildning i England. I december 2006 blev han stabschef för den nya partiledaren Sir Menzies Campbell.
Davey var parlamentsledamot från 1997–2015, då Liberaldemokraterna i parlamentsvalet 2015 gjorde sitt sämsta valresultat sedan 1988. 48 liberala parlamentsledamöter förlorade i sina valkretsar, varav ett flertal ministrar. Detta var också det parlamentsval som ledde fram till Brexitomröstningen 2016, där Liberaldemokraterna förgäves kampanjade för ett ja till ett fortsatt brittiskt medlemskap i Europeiska Unionen.
Efter att ha förlorat sin parlamentsplats startade Davey en konsultfirma inom energi och hållbarhetsfrågor; hans uppdrag offentliggjordes av en obereonde statlig kommitté med uppdrag att övervaka före detta ministrars övergång till näringslivet. Han kom tillbaka som ledamot av parlamentet redan i valet 2017, fortfarande för valkretsen Kingston and Surbiton.

### Ministerposter
Parlamentsvalet 2010 gav ett med brittiska mått ovanligt och oklart valresultat, då inget parti hade lyckats uppnå egen majoritet. Det var första gången sedan 1974 som detta inträffade, och den efterföljande regeringen Cameron I var landets första koalitionsregering sedan andra världskrigets slut 1945.
Fram till valet hade Davey varit Liberaldemokraternas utrikespolitiska talesperson, vilket kan ha gett hopp om en post i den nya regeringen. Redan när Campbell lämnade partiledarposten hade Daveys namn nämnts som en möjlig efterträdare. Davey fick dock nöja sig med en en roll som underordnad minister för näringsfrågor (engelska: Parliamentary Under-Secretary).
Först i februari 2012 tog han steget in i kabinettet, som minister med ansvar för energi och klimatförändringar. Han beskrevs då som nära partiledaren Nick Clegg, och på partiets högerflygel.
Som sina främsta framgångar som energiminister nämner Davey Storbritanniens satsningar på förnybar elektricitet, att ha kunnat fastlå EU-gemensamma mål kring klimatförändringen och dess konvekvenser, samt att ha gjort det lättare för privatpersoner att byta elleverantör.

## Partiledare
Ed Davey kandiderade som ny partiledare för Liberaldemokraterna under sommaren 2019, men förlorade valet mot Jo Swinson. Davey fick 36,9 procent av partimedlemmarnas röster mot 63,1 procent för Swinson. I parlamentsvalet 2019, där enbart 11 liberaldemokrater valdes in i parlamentet, förlorade Swinson dock sin parlamentsplats och hon avgick därför som partiledare i december 2019.
Davey trädde in som tillförordnad partiledare, under tiden som partiet organiserade partiledarval bland alla medlemmar. Den pågående coronapandemin gjorde att partiet en tid planerade att skjuta upp valet till 2021, men protester bland medlemmarna ledde till att valet genomfördes våren och sommaren 2020, med de flesta valmötena på distans. Davey var kandidat även denna gång, och i augusti 2020 vann han posten, med 63,5 procent av rösterna mot 36,5 procent för motkandidaten Layla Moran.
Under partiledarvalet betonade han att det europavänliga Liberaldemokraterna måste släppa taget om Brexit-debatten och gå vidare. Han står visserligen fast vid åsikten att Storbritannien bör tillhöra EU, men menar att frågan är död bland väljarna och att den skymmer sikten för britter som vill förstå vad Liberaldemokraterna vill uppnå. I stället vill han fokusera partiet kring attacker på det regerande Torypartiet och sakfrågor som sjukvård, utbildning samt miljö- och vattenfrågor.
Inför hans första parlamentsval som partiledare 2024 har han uteslutit en ny koalition med Tories. Om valet resulterar i att parlamentet saknar majoritet har han öppnat upp för någon form av samarbete med Labourpartiet, men troligen som stödparti snarare än som medlem i en koalitionsregering.

## Utmärkelser
Ed Davey belönades med en polisutmärkelse och ett tapperhetspris från Royal Humane Society 1994, efter att han räddat en kvinna som hade fallit ner på en järnvägsspår framför ett annalkande tåg. Han är också ledamot (fellow) av Royal Society of Arts.
Han utsågs till ledamot av kronrådet i samband med att han befordrades till kabinettet 2012, och tituleras därför med prefixet the Right Honourable i parlamentets officiella handlingar.
I ordensförläningen på nyårsafton 2015 utsågs han av drottning Elizabeth II till riddare, och har därför rätt att tituleras sir Edward, eller sir Edward Davey. Om han önskar blir därför hans fullständiga namn och titel the Right Honourable Sir Edward Davey, PC, MP, MSc, FRSA.

## Familj
Davey är sedan 2005 gift med Emily Gasson. Gasson kandiderade till parlamentet för Liberaldemokraterna i North Dorset 2001, 2005 och 2010, men kom tvåa i valkretsen alla tre gångerna. Paret har en dotter och en son; den senare har svåra neurologiska funktionshinder vilket Davey menar format hans åsiker och hjälpt honom att förstå tillgänglighetsfrågor.